# Christian Welp
Christian Ansgar Welp (* 2. Januar 1964 in Delmenhorst; † 1. März 2015 in Hood Canal, Washington) war ein deutscher Basketballspieler und -trainer.

## Laufbahn
Welp begann 1974 in Osnabrück mit dem Basketballsport, trainierte und spielte als Jugendlicher zunächst beim dortigen Post SV und wechselte dann in die A-Jugend-Mannschaft des BC Giants und gehörte auch der Herrenmannschaft der Osnabrücker an.
1982 ging er in die Vereinigten Staaten an die Olympic High School in Silverdale (Washington) und hinterließ gleich Eindruck, als ihm in seinem ersten Spiel 28 Punkte sowie 28 Rebounds gelangen. Noch vor diesem ersten Schulspiel in den Vereinigten Staaten hatte Welp ein Stipendium für die University of Washington in der Tasche, mit deren Trainer er über seinen Landsmann Detlef Schrempf in Verbindung gekommen war. Zwischen seinen USA-Aufenthalten weilte er wieder bei den BC Giants Osnabrück. Ab der Saison 1983/84 spielte er dann gemeinsam mit Schrempf an der University of Washington für die „Huskies“ genannte Hochschulmannschaft. Mit 2073 Punkten (16,1 Punkte/Spiel), die er zwischen 1983 und 1987 für die Hochschulmannschaft erzielte, stellte er eine neue Bestmarke für die University of Washington auf. Seinen besten Saisonwert erreichte er 1986/87 mit 20,8 Punkten je Begegnung. Seine 995 Rebounds (7,7 pro Spiel) platzierten ihn bei seinem Abschied von der Hochschule auf dem dritten Rang in der ewigen Bestenliste. Mit 186 Blocks (1,4 pro Spiel) erreichte er einen weiteren Höchstwert der Hochschulmannschaft. Bereits während seiner Studienzeit in den Vereinigten Staaten sah er unabhängig vom Basketball seine Zukunft eher in den USA als in Deutschland. Ursprünglich hatte er nur ein Jahr als Austauschschüler bleiben wollen, um sein Englisch zu verbessern.
Nach einer erfolgreichen College-Zeit wählten ihn die Philadelphia 76ers an 16. Stelle des NBA-Drafts 1987 aus. In der Saison 1987/88 kam er nur zu zehn Einsätzen in der NBA, ehe er ab Mitte Dezember 1987 wegen einer Knieverletzung monatelang ausfiel. Welp spielte bis 1989 in Philadelphia. Anschließend war er für die San Antonio Spurs (1989 bis 1990) und für die Golden State Warriors in Oakland aktiv. Er kam auf insgesamt 109 NBA-Spiele bei einem Durchschnitt von 3,3 Punkten je Begegnung. 1991 nahm Welp ein Angebot von Bayer 04 Leverkusen an. Für die Rheinländer bestritt er bis 1996 insgesamt 174 Bundesliga-Einsätze (11 Punkte/Spiel). Später spielte er für Olympiakos Piräus (Griechenland), für Alba Berlin und schließlich bis 1999 für Viola Reggio Calabria (Italien).
Welp gewann sechsmal in den Jahren 1991 bis 1996 und 1998 die deutsche Basketball-Meisterschaft. Er wurde 1991, 1993 und 1995 Pokalsieger und gewann 1997 die Europaliga mit Olympiakos Piräus.
In der Bundesliga erzielte Welp im Laufe der Jahre insgesamt 2742 Punkte. Sein Mitspieler Henning Harnisch bezeichnete Welp als „kompletten Center der alten Schule“, der wegen seiner Körpergröße manchmal schwerfällig wirkte, im Angriff aber sowohl mit Würfen unter dem Korb als auch aus der Mittel- und Ferndistanz traf. Welp galt als unnahbar und verschlossen, laut Harnisch war er im Mannschaftskreis aber auch zu Scherzen aufgelegt und habe sich in der Öffentlichkeit einen Schutzschild angelegt.
Zur „Legende“ wurde der 2,12 Meter große Center während der Europameisterschaft 1993. Der in seiner Wahlheimat, den Vereinigten Staaten, lebende Welp wollte nicht an der gesamten EM-Vorbereitung teilnehmen und hatte in den vorherigen sechs Jahren nicht für die Nationalmannschaft gespielt. Bundestrainer Svetislav Pešić wollte eine verspätete Anreise Welps nicht hinnehmen und auf die Dienste des Innenspielers verzichten, ließ sich aber umstimmen, als sich die Mannschaft für Welp aussprach. Auch die Verantwortlichen des Deutschen Basketball-Bundes wollten, dass Welp spielt. Er wurde zu einem der entscheidenden Spieler beim EM-Sieg. Im Viertelfinale gegen Spanien stellte er 29 Sekunden vor dem Ende der zweiten Spielhälfte mit einem Hakenwurf den 72:72-Ausgleich her. In der Verlängerung sicherte er beim Stand von 77:77 sieben Sekunden vor Spielende nach einem verpassten Freiwurf eines gegnerischen Spielers erst den Rebound und erzielte im folgenden Angriff unmittelbar vor der Schlusssirene mit einem Sprungwurf zwischen Dreier- und Freiwurflinie den Siegtreffer. Anschließend verließ er fluchtartig das Spielfeld und rannte in die Umkleideräume, um dem Trubel zu entkommen. Im EM-Endspiel am 4. Juli 1993 in der Münchener Olympiahalle gegen Russland glich er Sekunden vor Schluss beim Stand von 68:70 trotz Foul mit einem beidhändigen Dunking nach Zuspiel von Kai Nürnberger aus. Den anschließenden Freiwurf traf Welp ebenfalls und führte Deutschland damit zum Gewinn der Europameisterschaft. Welp suchte unmittelbar nach dem Spielende erneut das Weite und lief in die Kabine. Er war im Verlauf der EM 1993 mit 11,3 Punkten pro Spiel zweitbester Korbschütze der deutschen Mannschaft. Er wurde anschließend zum Spieler des Turniers gewählt.
Welp war von 2004 bis 2006 Assistenztrainer der deutschen Nationalmannschaft und lebte in der Nähe von Seattle, wo er im Baugewerbe sowie am Edmonds Community College als Assistenztrainer der Basketballmannschaft tätig war.
Er starb am 1. März 2015 infolge eines Herzinfarkts im Alter von 51 Jahren in seinem Ferienhaus in der Ortschaft Holly am Hood Canal, unweit von Seattle. Er hinterließ seine Frau sowie zwei Söhne und eine Tochter. Sein Sohn Collin wurde wie sein Vater Basketballspieler auf Leistungsebene. Er schrieb seine Entwicklung als Basketballspieler der frühen Förderung durch seinen Vater zu. Auch sein Sohn Nic wurde Basketballspieler.